# Mika Urbaniak

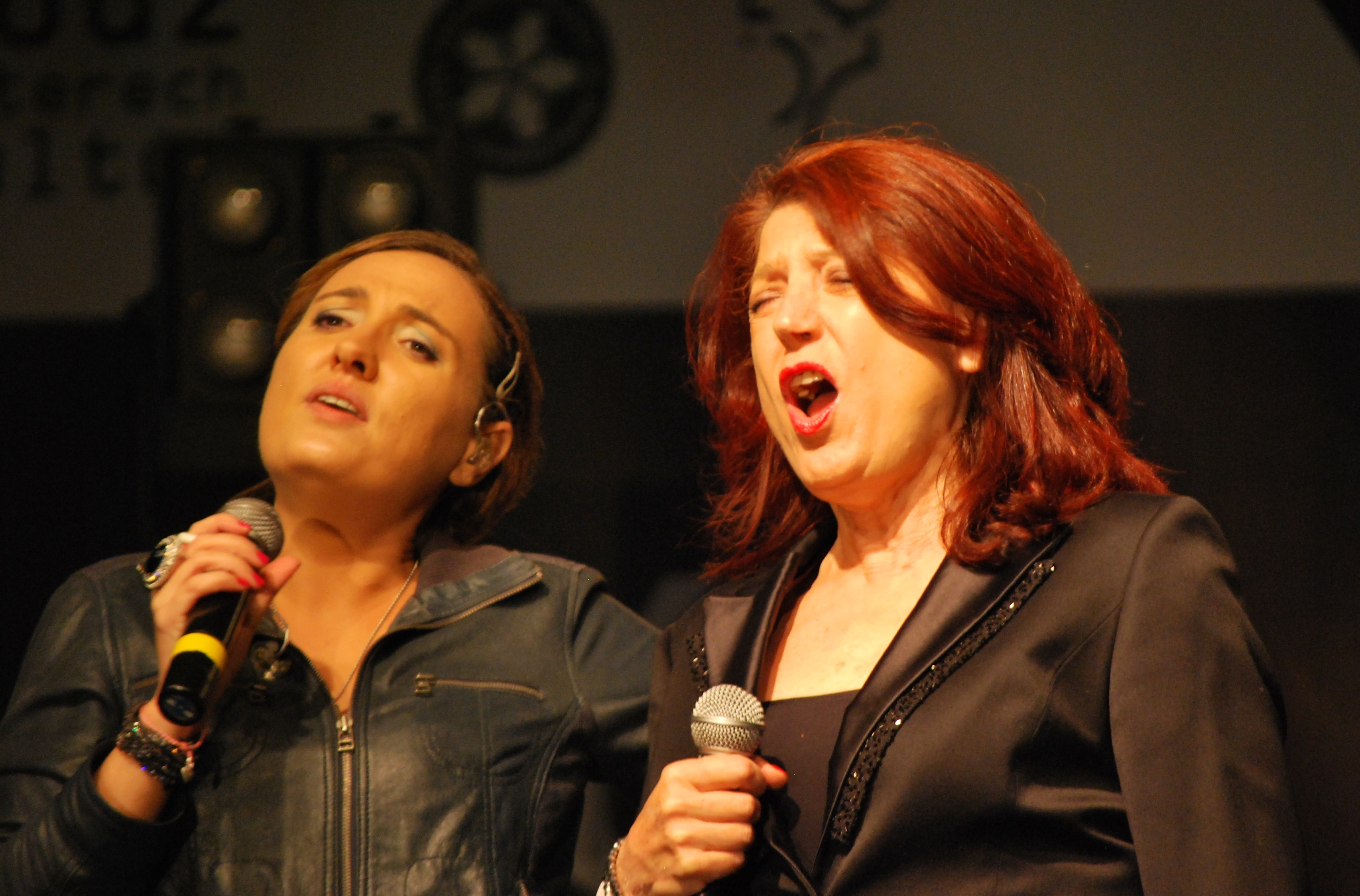
Mika Urbaniak và mẹ cô Urszula Dudziak biểu diễn tại lễ hội Łódź Czterech Kultur năm 2012

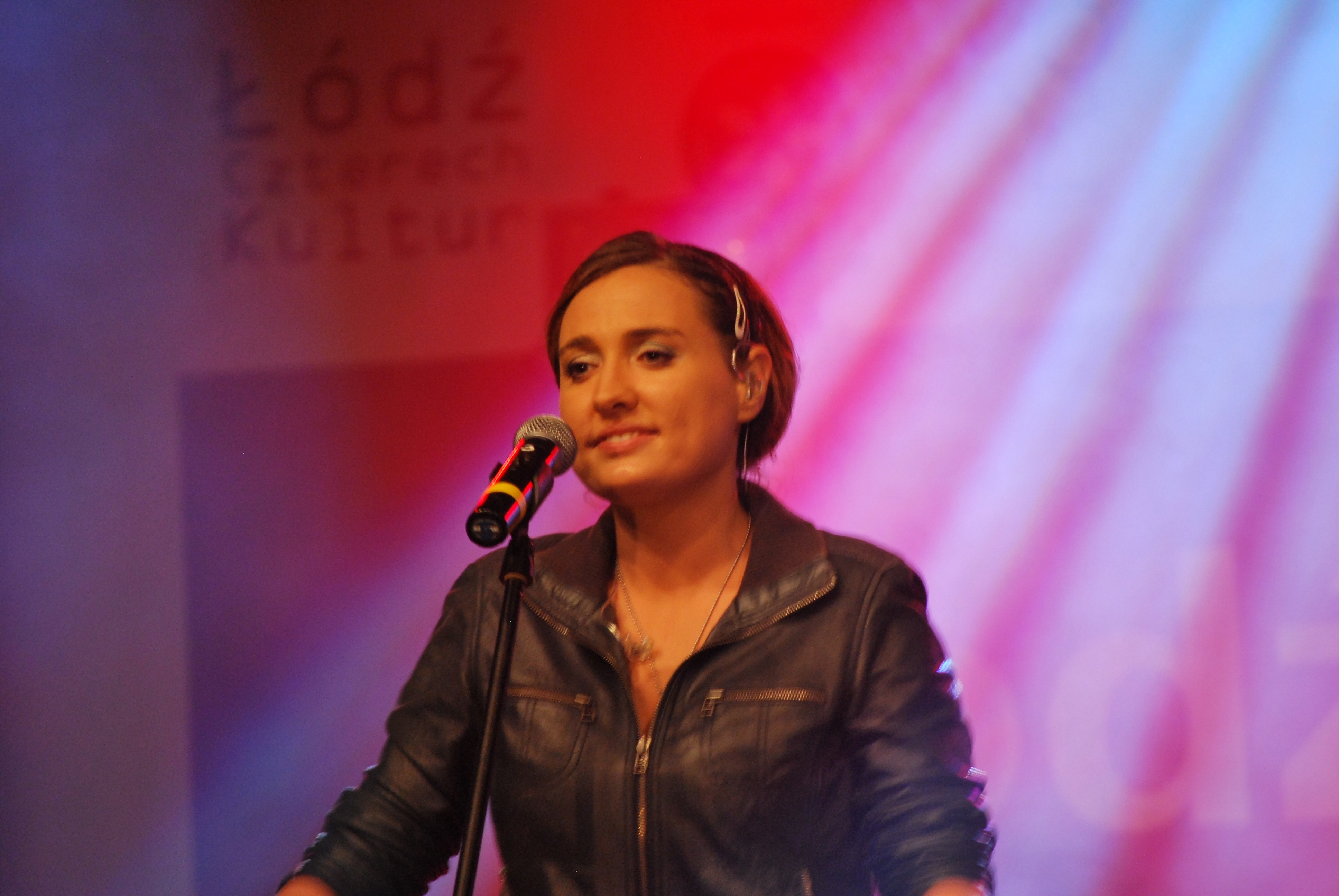
Mika Urbaniak tại lễ hội Łódź Czterech Kultur năm 2012

Mika Urbaniak (tên khai sinh: Michelle Urbaniak, sinh năm 1980 tại New York) là một ca sĩ nhạc pop người Mỹ gốc Ba Lan. Cô là con gái của hai nhạc sĩ nổi tiếng người Ba Lan Urszula Dudziak và Michał Urbaniak. Phong cách âm nhạc của Urbaniak được pha trộn giữa ba thể loại gồm pop, jazz và hip-hop. Vào năm 2010, cô giành được giải thưởng Fryderyk của Hiệp hội Công nghiệp ghi âm Ba Lan ở hạng mục Album của năm - nhạc Pop.

## Tiểu sử
Mika Urbaniak đã bắt đầu sáng tác nhạc kể từ năm 11 tuổi và vào năm 14 tuổi, cô đã biểu diễn trên sân khấu lần đầu tiên. Một năm sau đó, bài hát của Mika được phát hành. Trong nhiều năm liền, cô đã cộng tác với nhiều nghệ sĩ nổi tiếng của Ba Lan như Smolik, Michał Urbaniak, Grzegorz Markowski, Mieczysław Szcześniak, Novika, O.S.T.R., Liroy và Kayah.
Album đầu tay Closer của Mika được phát hành vào ngày 27 tháng 4 năm 2009 thông qua hãng đĩa Sony Music Poland và đạt vị trí thứ 2 trong bảng xếp hạng doanh số của Ba Lan. Album được quảng bá với các đĩa đơn "In My Dreams" và "Lovin 'Needs a Deadline". Vào năm 2010, album Closer đã giúp cô giành được giải thưởng Fryderyk ở hạng mục Album nhạc Pop của năm.
Album thứ hai của Mika mang tên Follow You, được phát hành vào ngày 24 tháng 4 năm 2012 và đã đạt vị trí thứ 12. Hai bài hát quảng cáo cho album có tên là "Pixelated" và "Don't Speak Too Loud", được phát hành vào năm 2012. Video chính thức cho ca khúc chủ đề "Follow You" được phát hành trên YouTube vào ngày 1 tháng 2 năm 2013.

## Đĩa nhạc

### Album phòng thu
| Tựa đề     | Chi tiết                                                            | Xếp hạng |
| Tựa đề     | Chi tiết                                                            | POL      |
| ---------- | ------------------------------------------------------------------- | -------- |
| Closer     | - Phát hành: 27-04-2009 - Hãng đĩa: Sony Music Entertainment Poland | 2        |
| Follow You | - Phát hành: 24-04-2012 - Hãng đĩa: Sony Music Entertainment Poland | 12       |

### Video âm nhạc
| Năm  | Ca khúc        | Album      | Ghi chú |
| ---- | -------------- | ---------- | ------- |
| 2009 | "In My Dreams" | Closer     | [ 8 ]   |
| 2012 | "Pixelated"    | Follow You | [ 9 ]   |
| 2013 | "Follow You"   | Follow You | [ 7 ]   |

## Giải thưởng

### Fryderyk
| Năm  | Đề cử / Tác phẩm | Giải thưởng             | Kết quả   |
| ---- | ---------------- | ----------------------- | --------- |
| 2010 | Closer           | Album of the Year - Pop | Đoạt giải |